# Mario Muñoz Bustamante
Mario Muñoz Bustamante (La Habana, 1881-La Habana, 1921) fue un escritor cubano.

## Biografía
Nació en 1881, el día 3 de julio, en La Habana. Quizás más pensador que poeta, fue autor de títulos como Crónicas humanas (Habana, 1905), El pantano (crítica social, 1905), Ideas y colores (1907), Rimas de gozo (1915), al que Cejador y Frauca describe como «libro doliente y amargamente apasionado». Falleció en su ciudad natal el 2 de enero de 1921.